# Kaymakam
Kaymakam (također i kaimakam) je naslov koji se rabi za namjesnike pokrajinskih okrugā u Republici Turskoj; taj se naslov koristio za gotovo isti službeni položaj u Osmanskome Carstvu.

## Etimologija
Suvremeni turski pojam kaymakam ili kaimakam izvorno potječe od dviju arapskih riječi koje su se rabile u osmanskome turskom: kâim (قائم), što znači "umjesto (koga, čega)"; te makâm (مقام), izvorno rabljena za "mjesto", no, u ovome kontekstu korištena sa značenjem "služba", "položaj" ili "država". Tako je kâim-makâm u osmansko doba bio državni činovnik kojeg se smatralo sultanovim predstavnikom na lokalnoj razini; danas je kaymakam predstavnik vlade, odnosno države na lokalnoj razini.

## Povijest
Prvi kaymakam u povijesti, prema nekima, je ‘Alī ibn Abī Ṭālib, kojeg je, navodno, islamski prorok Muhamed imenovao prvim pravim kalifom. Smatralo se prema tome da ‘Alī služi "umjesto" Muhameda.
Taj isti pojam ima više specifično značenje u moldavskoj i vlaškoj povijesti, gdje se odnosi na privremenu zamjenu za gospodara ("princa"), za vrijeme i nakon fanariotske vladavine. U ovome se kontekstu riječ može pisati caimacam, dok je rumunjski izraz za tu službu căimăcămie.
U osmanskoj vojsci, kao i u Egiptu Muhameda Ali-paše, naslov kaymakam se počeo rabiti za potpukovnike; u istome se kontekstu koristio i za pomorske zapovjednike. Mustafa Kemal Atatürk, osnivač moderne turske države, također je služio kao kaymakam u 57. pukovniji u bitci na Galipolju.

## Poznati kaymakami
- ‘Alī ibn Abī Ṭālib
- Kemal Atatürk
- Boğazlıyan Kaymakamı
- Yalova Kaymakamı